# Márta Mészáros
Márta Mészáros (Kispest, 19 settembre 1931) è una regista ungherese.
Ha diretto vari film, tra cui Adozione (1975, Orso d'Oro al festival di Berlino) e la trilogia Diario per i miei figli (1984, Grand Prix Speciale della Giuria al festival di Cannes), Diario per i miei amori (1987), Diario per mio padre e mia madre (1990), La settima stanza (1995).
È stata sposata col regista Miklós Jancsó.

## Filmografia parziale
- Eltávozott nap (1968)
- Holdudvar (1969)
- Szép lányok, ne sírjatok! (1970)
- A Lörinci fonóban (1971)
- Senza legami (Szabad lélegzet) (1973)
- Adozione (Örökbefogadás) (1975)
- Kilenc hónap (1976)
- Ök ketten (1977)
- Olyan mint otthon (1978)
- Útközben (1979)
- Due donne un erede (Örökség) (1980)
- Anna (1981)
- Néma kiáltás (1982)
- Délibábok országa (1984)
- Diario per i miei figli (Napló gyermekeimnek) (1984)
- Diario per i miei amori (Napló szerelmeimnek) (1987)
- Bye bye chaperon rouge (1989)
- Diario per mio padre e mia madre (Napló apámnak, anyámnak) (1990)
- A Magzat (1993)
- La settima stanza (Siódmy pokój) (1995)
- A Szerencse lányai (1999)
- Kisvilma - Az utolsó napló (2000)
- L'uomo di Budapest (A temetetlen halott) (2004)
- Utolsó jelentés Annáról (2009)
- Magyarország 2011 (2012)

## Riconoscimenti
- 2021
  - European Film Award alla carriera